# Faraday Lectureship
Cette récompense est distincte du Prix Michael-Faraday décerné par la Royal Society.

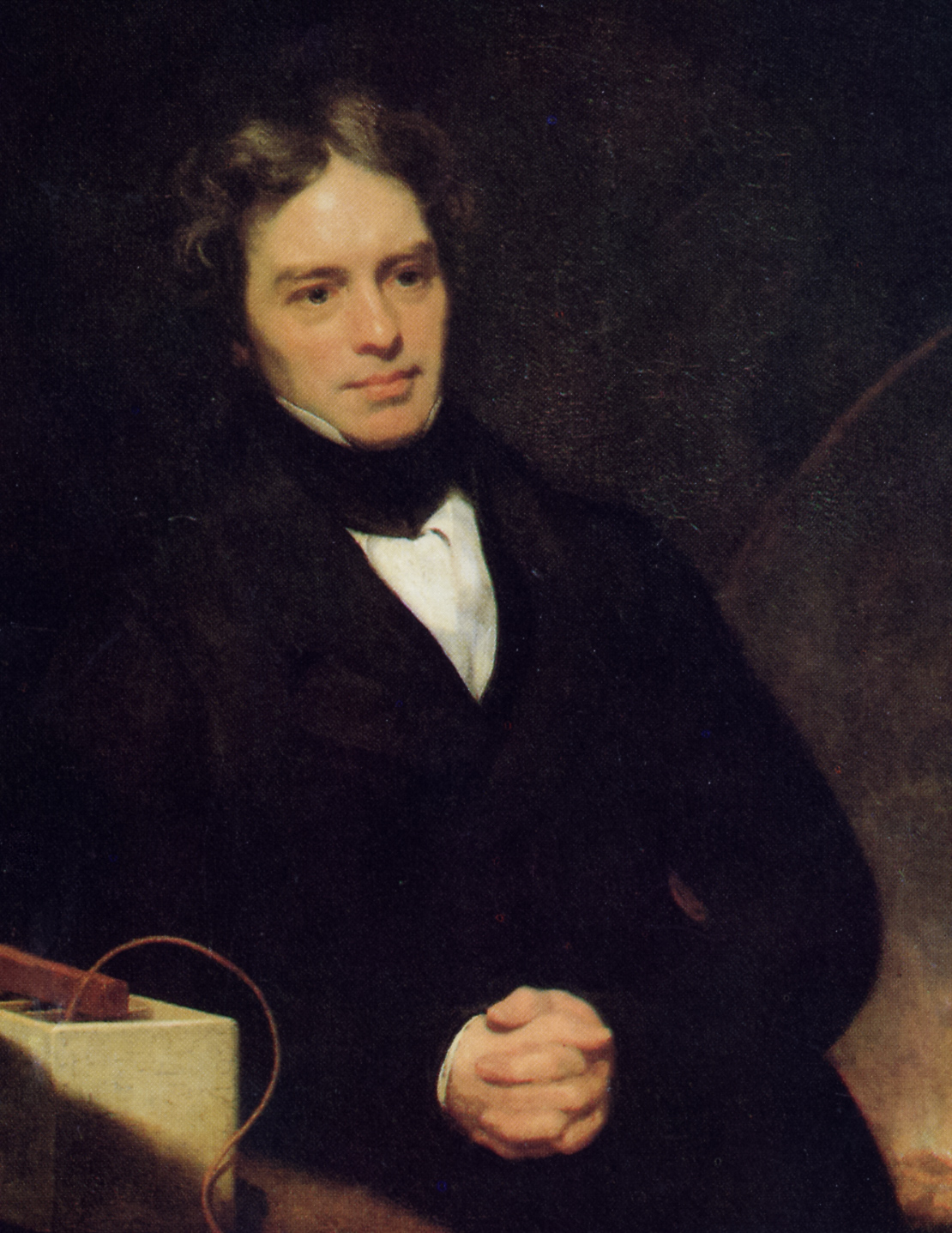
Michael Faraday (1791–1867), qui a donné son nom au prix.

Le Faraday Lectureship est une récompense accordée par la Royal Society of Chemistry tous les trois ans depuis 1867 pour commémorer le nom de Michael Faraday. Cette récompense est remise à des chimistes de préférence physiciens ou théoriciens.

## Lauréats
- 1869 : Jean-Baptiste Dumas
- 1872 : Stanislao Cannizzaro
- 1875 : August Wilhelm von Hofmann
- 1879 : Charles Adolphe Wurtz
- 1881 : Hermann Ludwig von Helmholtz
- 1889 : Dmitri Ivanovitch Mendeleïev
- 1895 : Lord Rayleigh
- 1904 : Wilhelm Ostwald
- 1907 : Hermann Emil Fischer
- 1911 : Theodore William Richards
- 1914 : Svante August Arrhenius
- 1924 : Robert Andrews Millikan
- 1927 : Richard Willstätter
- 1930 : Niels Bohr
- 1933 : Peter Debye
- 1936 : Lord Rutherford of Nelson
- 1939 : Irving Langmuir
- 1947 : Sir Robert Robinson
- 1950 : George de Hevesy
- 1953 : Cyril Norman Hinshelwood
- 1956 : Otto Hahn
- 1956 : Leopold Ruzicka
- 1961 : Sir Christopher Kelk Ingold
- 1965 : Ronald George Wreyford Norrish
- 1968 : Charles Alfred Coulson
- 1970 : Gerhard Herzberg
- 1974 : Sir Frederick Dainton
- 1977 : Manfred Eigen
- 1980 : George Porter
- 1983 : John Shipley Rowlinson
- 1986 : Alan Carrington
- 1989 : John Meurig Thomas
- 1992 : Yuan Tseh Lee
- 1995 : William Klemperer
- 1998 : Amyand Buckingham
- 2001 : Richard Zare
- 2004 : Alexander Pines
- 2007 : Gerhard Ertl
- 2010 : John Polanyi
- 2012 : Richard Saykally
- 2014 : Michel Che
- 2016 : Graham Fleming
- 2018 : Graham Hutchings
- 2020 : Richard Catlow
- 2021 : Laura Gagliardi
- 2022 : Michael Wasielewski
- 2023 : Enrique Iglesia
- 2024 : Jenny Nelson